# Saárossy Kinga
Saárossy Kinga (Budapest, 1954. február 16. –) Jászai Mari-díjas magyar színésznő, az egri Gárdonyi Géza Színház örökös tagja. Eger korábbi alpolgármestere.

## Tanulmányai
Általános- és középiskolai tanulmányait 1960–1972 között Egerben, az I. sz. Általános Iskola, illetve a Gárdonyi Géza Gimnázium ének–zene-tagozatán végezte. Középiskolai évei alatt kétszer kapott Kazinczy-érmet.
1976-ban a budapesti Színház- és Filmművészeti Főiskolán színművész diplomát szerzett. Osztályvezető tanára Szinetár Miklós volt.
Prózai darabok hősnőinek megszemélyesítése mellett otthonosan mozog a musical és az operett világában is. Alakításait kimagasló beszédkultúra jellemzi.

## Társulati tagságai
- 1976–1983;Petőfi Színház, Veszprém
- 1985–1986;Móricz Zsigmond Színház, Nyíregyháza
- 1986–1988;Katona József Színház, Kecskemét
- 1988–;Gárdonyi Géza Színház, Eger

## Fontosabb szerepei

### Színházi szerepek
- Masteroff–Kander–Ebb: Kabaré – Sally (Petőfi Színház)
- Páskándi Géza: Egy ember, aki megúnta a bőrét – Liluka (Petőfi Színház)
- William Shakespeare: Tévedések vígjátéka – Luciana (Petőfi Színház)
- Katona József: Bánk bán – Izidora (Petőfi Színház)
- Németh László: Pusztuló magyarok –Viola (Petőfi Színház)
- Hochwalder: A Közvádló –Thérésia Tallien (Radnóti Színpad, Budapest)
- Ray Lawler: A tizenhetedik baba nyara – Bubba (Petőfi Színház)
- Csurka István:  Házmestersirató – Visegrádi Irén (Petőfi Színház)
- Petőfi Sándor: A helység kalapácsa – Kisbíróné (Petőfi Színház)
- Molnár Ferenc: Olympia – Olympia ( Petőfi Színház)
- Gorkij: Nyaralók – Julija Filippovna (Móricz Zsigmond Színház)
- Carlo Goldoni: A hazug – Rosaura (Móricz Zsigmond Színház)
- Gáll István: Nő a körúton – Jutka (Móricz Zsigmond Színház)
- Németh László: Galilei – Niccolininé (Móricz Zsigmond Színház)
- Katona József: Bánk bán – Gertrudis (Katona József Színház)
- Ábrahám Pál: Bál a Savoyban – La Tangolita (Katona József Színház)
- Szakonyi Károly: Kardok és kalodák – Bottka  Mária (Kőszegi Várszínház)
- Goldoni: Két úr szolgája – Smeraldina (Gárdonyi Géza Színház)
- Erdmann: A mandátum – Násztya (Gárdonyi Géza Színház)
- Wassermann – Leigh – Darion: La Mancha lovagja – Aldonza (Gárdonyi Géza Színház)
- Shakespeare: Vízkereszt… – Olívia (Gárdonyi Géza Színház)
- Csehov: Ványa bácsi – Jelena  Andrejevna (Gárdonyi Géza Színház)
- Móricz Zsigmond: Nem élhetek muzsikaszó nélkül – Pólika (Gárdonyi Géza Színház)
- Caragiale: Az elveszett levél – Zoé (Gárdonyi Géza Színház)
- Huszka Jenő: Lili bárónő – Sasváry  Clarisse (Gárdonyi Géza Színház)
- Ödön von Horváth: Mesél a bécsi erdő –Valéria (Gárdonyi Géza Színház)
- Huszka Jenő – Szilágyi László: Mária főhadnagy – Panni  (Gárdonyi Géza Színház)
- Örkény István: Tóték – Gizi Gézáné (Gárdonyi Géza Színház)
- Szirmai–Bakonyi: Mágnás Miska – Marcsa (Gárdonyi Géza Színház)
- Goggin: Apácák – Huberta nővér (Agria Nyári Játékok)
- Molnár Ferenc: Liliom – Muskátné (Gárdonyi Géza Színház)
- Presser–Horváth–Sztevanovity: A padlás – Süni (Gárdonyi Géza Színház)
- Murray Schisgal: Szerelem,ó! – Ellen (Agria Kamaraszínház, Eger)
- Háy Gyula: Caligulo – Lolla (Gárdonyi Géza Színház)
- Friedrich Schiller: Ármány és szerelem – Lady Milford (Gárdonyi Géza Színház)
- Henrik Ibsen: A vadkacsa – Gina Ekdal  (Gárdonyi Géza Színház)
- Bornemisza Péter: Magyar Elektra – Klitemnesztra (Gárdonyi G. Színház)
- Szörényi–Bródy: István, a király – Sarolt (Gárdonyi Géza Színház)
- Gárdonyi Géza–Várkonyi–Béres: Egri csillagok – Czeceyné (Gárdonyi G. Színház)
- Misima Jukio: Sade márkiné – Saint-Fond grófnő (Gárdonyi G. Színház)
- Arthur Miller: Az ügynök halála – Linda (Gárdonyi Géza Színház)
- Gárdonyi–Várkonyi–Béres: Egri csillagok – Czeceyné (Agria Nyári Játékok, Eger)
- Edward Albee: Nem félünk a farkastól – Martha (Gárdonyi Géza Színház)
- Stein–Bock–Harnick: Hegedűs a háztetőn – Jente, a házasságközvetítő (Gárdonyi Géza Színház)
- Márai Sándor: Kaland – Dr. Pálos Eszter (Gárdonyi Géza Színház)
- Ibsen: Kísértetek – Helene Alving (Gárdonyi Géza Színház)
- Kaló Ferenc–Aldobolyi Nagy György: Egyedül – Zsuzsa (Gárdonyi Géza Színház)
- Jókai Mór: Az aranyember –Teréza  mama (Gárdonyi Géza Színház)
- Presser – Horváth – Sztevanovity: A padlás – Mamóka (Gárdonyi Géza Színház)
- Kander – Ebb: Chicago – Mary  Sunshine (Gárdonyi Géza Színház)
- Szakcsi Lakatos Béla–Csemer Géza: Cigánykerék – Matildka (Gárdonyi Géza Színház)
- Kertész Lilly–Fábri Péter–Blaskó Balázs: Látogatók – Lilly (Gárdonyi Géza Színház)
- Sütő András: Káin és Ábel – Éva (Gárdonyi Géza Színház)
- Lindsay–Crouse–Rodgers-Hammerstein: A muzsika hangja – Zárdafőnökasszony (Gárdonyi Géza Színház)
- Csiky Gergely: Buborékok: Szidónia (Gárdonyi Géza Színház)
- Eisemann Mihály–Nótis–Zágon: Hippolyt, a lakáj – Schneiderné (Gárdonyi Géza Színház)
- Friedrich Dürrenmatt: Az öreg hölgy látogatása – Claire Zachanassian (Gárdonyi Géza Színház)
- Eugene O’Neill: Utazás az éjszakába – Mary Cavan Tyrone (Gárdonyi Géza Színház)
- Gál Elemér: Héthavas gyermekei – Rózsa, Zándírhám felesége (Gárdonyi Géza Színház)
- Shakespeare: Rómeó és Júlia – Dajka (Gárdonyi Géza Színház)
- Nagy Tibor–Pozsgai Zsolt–Bradányi Iván: A kölyök – Madame Foyer (Gárdonyi Géza Színház)
- Brandon – Aldobolyi – Szenes Iván: Charley Nénje – Donna Lucia d'Alvadorez (Gárdonyi Géza Színház)
- Shakespeare: Hamlet – Gertrúd, dán királyné, Hamlet anyja (Gárdonyi Géza Színház)
- Peter Shaffer: Black Comedy – Miss Furnival (Gárdonyi Géza Színház)
- Wassermann–Leigh–Darion: La Mancha lovagja – a házvezetőnő (Gárdonyi Géza Színház)
- Örkény: Tóték – Tótné Mariska (Gárdonyi Géza Színház)
- Kálmán Imre: Csárdáskirálynő – Cecília (Gárdonyi Géza Színház)
- Moravetz – Balásy – Horváth – Papp Gyula: Zrínyi 1566, rock musical – Nádasdyné, a nádor özvegye (Gárdonyi Géza Színház)

### Filmszerepek
- A program (1998) – Femme Fatale
- Szeretők (1984)
- Kísértet Lublón (1976) – Louise
- Októberi vasárnap (1979) – Horthy menye

### Tévéfilm-szerepek
- Mint oldott kéve (sorozat, 1983) – Hedvig
- A délibábok hőse
- Az egyezkedő
- A szépség Háza
- Az oroszlán torka
- Korkedvezmény
- A gonosztevő
- A tenger
- Egy ember, aki megunta a bőrét
- Életem, Zsóka
- Galilei
- Ítélet és igazság
- Kardok, kalodák

## Díjai, elismerései
- Televíziós nívódíj (a Mint oldott kéve sorozatszerepért)
- Eger város nívódíja[6]
- 2010 Örökös tagság – Gárdonyi Géza Színház[7][8]
- Jászai Mari-díj (2017)

## Közéleti tevékenysége
- 2001–2010 Az Agria Nyári Játékok PR-marketing munkatársa
- 2002 Az Egri Végvár Egyesület alapító elnöke
- 2003– A Fidesz Kulturális Tagozatának Heves megyei elnöke
- 2006–2010 Eger Kulturális Bizottságának külső szakértője
- 2010–2014 Eger Kulturális ügyekért felelős alpolgármestere

## Családja
Szülei: id. Saárossy György szülész-nőgyógyász főorvos, aneszteziológus és dr. Darányi Erzsébet gyermekorvos. Testvérei: Saárossy Csilla énekes, a Nemzeti Énekkar tagja és ifj. Saárossy György gyógypedagógus. Férje Blaskó Balázs színművész, rendező, az egri Gárdonyi Géza Színház igazgatója. Gyermekei: Blaskó-Saárossy Zsófia (1983.október 30.- 2022. július 28.) Blaskó Bálint (1989. április 21.)

## További információ
- Jámbor Ildikó: Egyedül a színpadon (Saárossy Kinga művészetéről). Agria folyóirat, 2008. [2017. február 2-i dátummal az eredetiből archiválva]. (Hozzáférés: 2017. január 22.)
- Saárossy Kinga adatlapja. ISzDb. (Hozzáférés: 2017. január 23.)